# Kimberly Nguyễn
Kimberly Nguyễn (sinh ngày 28 tháng 9 năm 1997) là nhà thơ và nhà viết tiểu luận người Mỹ gốc Việt. Cô được hội văn bút PEN America trao giải Hội viên Tiếng nói Mới nổi, tiếp nhận Đề cử Xuất sắc nhất Mạng lưới, và giải Beatrice Daw Brown dành cho Thi phẩm Xuất sắc.

## Thiếu thời
Nguyễn chào đời tại Omaha, Nebraska trong gia đình người Việt tị nạn. Mẹ cô là dân Thành phố Hồ Chí Minh và cha cô quê quán tại một làng nông nghiệp thuộc tỉnh Sóc Trăng. Cả hai người tình cờ gặp nhau tại một trung tâm giam giữ người tị nạn ở Campuchia rồi sau cùng được chuyển đến Omaha, Nebraska sinh sống và kết hôn. Nguyễn là chị cả trong nhà cùng hai người em khác nữa.
Nguyễn cho biết mình "chào đời đã là nhà văn" lúc cô chọn một cây bút vào ngày sinh nhật đầu tiên trong lễ thôi nôi. Cô đã phải vật lộn trong thân phận nhà văn lúc còn nhỏ, nhưng sau cùng đành phải chịu thua “bản năng viết lách” của mình. Nguyễn gặp khó khăn trong mối quan hệ với cha mẹ mình ở độ tuổi thành niên, điều này đã ảnh hưởng rất nhiều đến đời viết văn của cô.

## Học vấn
Nguyễn theo học Trường Trung học Công giáo Roncalli và tốt nghiệp thủ khoa năm 2015. Cô là một học sinh đặc biệt sáng giá, được trao tặng nhiều phần thưởng, bao gồm cả danh hiệu và đề cử Đội ngũ Học thuật Toàn bang Nebraska năm 2015 và Giải thưởng Nhân vật Chủ lực Omaha World Herald. Sau khi tốt nghiệp trung học, cô theo học Trường Đại học Vassar rồi thi đậu lấy bằng Cử nhân chuyên ngành Văn học Anh và Nghiên cứu nước Nga vào năm 2019. Hồi còn ở Vassar, cô học viết văn với tác giả kiêm nhà phê bình Michael Joyce và tiểu thuyết gia Amitava Kumar và được nhận giải thưởng Beatrice Daw Brown dành cho Thi phẩm Xuất sắc.

## Văn nghiệp
Nguyễn khởi đầu sự nghiệp viết văn từ rất sớm trong lĩnh vực báo chí, thể hiện sở trường đặc biệt là thể loại báo chí điều tra. Hồi ở Vassar, cô có viết bài cho tờ tuần báo sinh viên của Vassar mang tên The Miscellany News. Các bài báo của cô bao gồm những bài tiểu luận cá nhân về việc nói hai thứ tiếng, nỗi đau buồn, và mối liên hệ tình cờ với Kimarlee Nguyễn, một nhà văn người Mỹ gốc Campuchia từng nhập học Vassar trước cả cô. Bài báo nổi bật nhất của Nguyễn đã vạch trần một lỗ hổng pháp lý ở bang New York cho phép Vassar và các trường đại học khác trả lương cho sinh viên dưới mức lương tối thiểu của bang, và phản ứng dữ dội từ bài báo này cuối cùng đã gây áp lực buộc nhà trường phải tăng lương.
Thi phẩm của Nguyễn có thể được tìm thấy trên nhiều tạp chí khác nhau bao gồm perhappened mag, Hobart và Muzzle Magazine. Cô tự mình xuất bản 3 tập thơ: i am made of war (đã in), flesh, và ghosts in the stalks. Thi phẩm ghosts in the stalks từng là sách bán chạy thứ 3 về thơ ca của người Mỹ gốc Á trên Amazon vào năm 2020.
Nguyễn được hội văn bút PEN America vinh danh Hội viên Tiếng nói Mới nổi vào năm 2021.

### Hội viên và Giải thưởng
| Hội viên/Giải thưởng                                             | Năm trao tặng | Trích dẫn |
| ---------------------------------------------------------------- | ------------- | --------- |
| Giải thưởng Sách Jack McCarthy                                   | 2022          | [ 16 ]    |
| Thành viên Lọt vào Vòng Chung kết Giải thưởng Thơ Mới Biên cương | 2021          | [ 17 ]    |
| Thành viên Lọt vào Vòng Chung kết Giải thưởng Biên cương MỞ      | 2021          | [ 18 ]    |
| Hội viên Tiếng nói Mới nổi PEN America                           | 2021          | [ 1 ]     |
| Thành viên Lọt vào Vòng Chung kết Ban Cố vấn Kundiman            | 2021          | [ 19 ]    |
| Đề cử Xuất sắc nhất Mạng lưới                                    | 2020          | [ 2 ]     |
| Giải Beatrice Daw Brown dành cho Thi phẩm Xuất sắc               | 2019          | [ 20 ]    |

Hiện tại, Nguyễn đang sinh sống và làm việc tại Thành phố New York bang New York.